# Elémire Zolla
Elémire Zolla (Turín, 9 de julio de 1926 – Montepulciano, 29 de mayo de 2002) fue un ensayista, crítico literario y filósofo italiano, conocedor de las doctrinas esotéricas y estudioso de la mística occidental y oriental.

Salir del espacio que han abovedado sobre nosotros siglos y siglos es el acto más hermoso que se pueda realizar.
(Elémire Zolla, Uscite dal mondo.)

## Biografía
Hijo de artistas, nació en una familia cosmopolita, de padre ítalo-francés, el pintor Venanzio Zolla (Colchester, 1880 - Turín, 1961) y de madre inglesa (la música Blanche Smith).
Transcurrieron sus años de infancia entre París y Londres; volvió a Turín con la familia en los años treinta. Enseñó en las Universidades de Génova, donde fue director del Instituto de Lenguas y Literatura Extranjera, y de Roma, donde ocupó la cátedra de Literatura anglo-americana. En 1956 obtuvo el Premio Strega Opera Prima con la novela Minuetto all'inferno.
En  1958, tras diez años de noviazgo, se casó con la poetisa Maria Luisa Spaziani, pero el matrimonio tuvo corta duración. En 1959 publicó el ensayo Eclissi dell'intellettuale, dedicado a la crisis del escritor comprometido. De 1969 al 1983 dirigió la revista Conoscenza religiosa. En 1987 obtuvo el Premio Internacional Ascoli Piceno.
Tal vez por su origen cosmopolita, Zolla, según su propia confesión, no se sentía a gusto en la cultura recibida. Se interesó por la mística y el pensamiento oriental, así como por las tradiciones indígenas americanas y africanas, y leyó el pensamiento occidental desde esa mirada multicultural. Su pensamiento tiene un centro peculiar: la idea de sincretismo. El sincretismo permite incorporarlo todo, generosamente, en la propia cultura, a partir de una llave hermenéutica que trasciende las partes en cuestión (Ioan Culiano). Escribió una amplia obra, en italiano e inglés.
En 1970 Zolla escribió un polémico prefacio a la primera edición en italiano de  El Señor de los anillos. Aun así, la editorial Bompiani lo mantuvo más de tres décadas, hasta el año 2003, cuando sustituyó la introducción a la obra maestra de Tolkien.

## Valoración
"La obra zolliana intenta espejar la otra ribera, donde la práctica shamánica deja de ser superstición y la Divina Commedia se vuelve el mapa sublime del enderezamiento de las potencias; o bien donde, el Pinocchio deja de ser títere para volverse liberado en vida, según cantó Shánkara", escribió Ricardo Laudato. E. Zolla fue uno de los más importantes conocedores de los diversos ámbitos simbólicos y mitológicos de las culturas de la humanidad. Su erudición, y la integración de su pensamiento en otra enciclopedia registra puntos de comparación con el argentino Vicente Fatone.  Sus obras han sido traducidas a varios idiomas.